# PLCB4
1-Phosphatidylinositol-4,5-bisphosphat-Phosphodiesterase-β4 ist ein Enzym, das beim Menschen durch das PLCB4-Gen kodiert wird.

## Funktion
Das von diesem Gen kodierte Protein katalysiert die Bildung von Inotisol-1,4,5-trisphosphat und Diacylglycerin aus Phosphatidylinositol-4,5-bisphosphat. Diese Reaktion nutzt Calcium als Kofaktor und spielt eine wichtige Rolle bei der intrazellulären Transduktion vieler extrazellulärer Signale in der Netzhaut. Für dieses Gen wurden zwei Transkriptvarianten gefunden, die für verschiedene Isoformen kodieren.
Eine Up-Regulation von PLCB4 wird mit einer ungünstigen Prognose bei Kindern mit akuter myeloischer Leukämie (AML) assoziiert und könnte daher als potentieller prognostischer Biomarker und als therapeutisches Target für AML fungieren.